# Apeadeiro de Pedreira
O Apeadeiro de Pedreira foi uma interface ferroviária da Linha do Norte, que se situava no concelho de Espinho, em Portugal.

## História

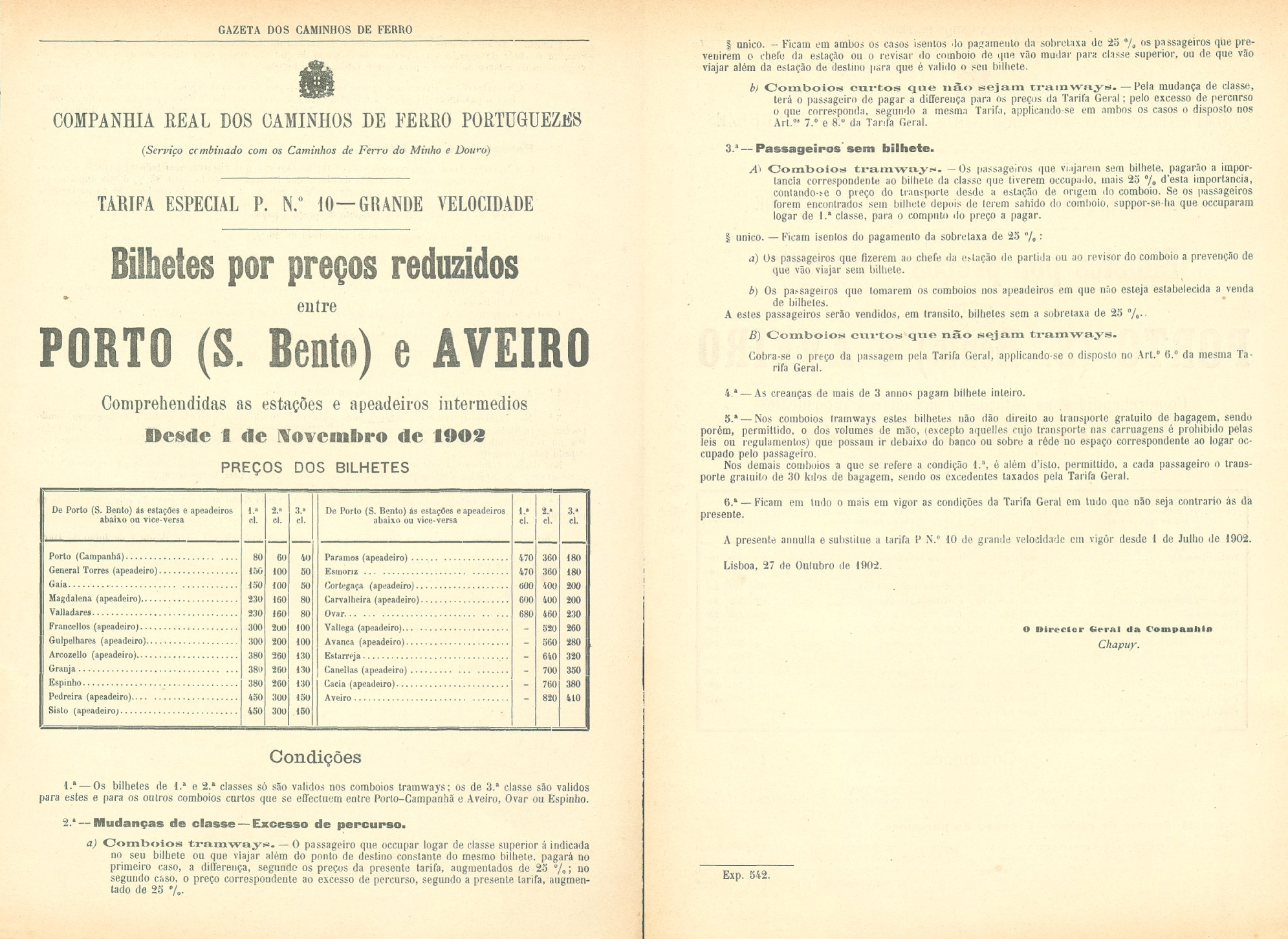
Anúncio de 1902 para bilhetes a preços reduzidos entre São Bento e Aveiro, incluindo o Apeadeiro de Pedreira.

Este apeadeiro situava-se no troço da Linha do Norte entre Vila Nova de Gaia e Estarreja, que entrou ao serviço em 8 de Julho de 1863, pela Companhia Real dos Caminhos de Ferro Portugueses.
Nos horários de Junho de 1913, o Apeadeiro de Pedreira era utilizado somente pelos comboios tramways entre Porto-São Bento e Aveiro.
Um diploma publicado no Diário do Governo, Série II, de 12 de Novembro de 1940, aprovou vários projectos de modificações a tarifas, devido ao facto de alguns apeadeiros, incluindo o de Pedreira, terem sido encerrados.